# Can Portus
Can Portus és un edifici de Manlleu (Osona) inclosa a l'Inventari del Patrimoni Arquitectònic de Catalunya.

## Descripció
És un edifici de planta baixa (reformada totalment als anys 80, amb plaques de marbre afegides a la paret) i dos pisos. El primer pis està format per una balconada amb una finestra decorada, als brancals per columnes adossades amb una sanefa de flors en baix relleu al fust, i a la llinda motius vegetals també esculpits en baix relleu. Coronen les finestres uns trams rectangulars decorats amb tessel·les de colors que uneixen les finestres del primer pis amb mènsules del balcó del pis superior, decorades igual que al primer pis. La façana acaba amb una cornisa discontinua sostinguda per unes grans mènsules amb decoració de motius vegetals esculpits en baix relleu. Tota la cornisa està pintada per una franja d'estuc vermell.

## Història
Segueix la tipologia de les cases dels segles XVI-XVIII, però varia la decoració d'acord amb el gust de l'època i suprimeix la porxada per una gran cornisa. Són cases construïdes pels industrials del segle xx, que destinaven part del seu excedent en la construcció.